# Aite
Nella mitologia greca, Aite era il nome di uno dei cavalli di Agamennone; l'altro si chiamava Podargo.

## Il mito
Echepolo aveva donato i due cavalli ad Agamennone, grande re della Grecia, come risarcimento per non averlo potuto seguire nella sua spedizione bellica a Troia. Aite era il cavallo femmina della coppia, aveva una bella criniera ed era veloce nella corsa. I cavalli parteciparono ai giochi funebri tenuti per onorare la morte di Patroclo, grande amico dell'invincibile Achille. Durante la corsa, guidata dal fratello del proprietario, Menelao, Aite per poco non riuscì a superare Antiloco.